# 상대정맥 증후군
상대정맥 증후군( SVCS )은 순환 혈액을 심장으로 운반하는 짧고 넓은 혈관인 상대 정맥("SVC")의 폐쇄로 인해 발생하는 일련의 증상이다. 대부분의 경우는 종격 내의 악성 종양, 가장 흔하게는 폐암 및 비호지킨 림프종 이 SVC 벽을 직접 압박하거나 침습하여 발생한다. 혈전증을 유발할 수 있는 혈관 내 장치(예: 영구 중심 정맥 카테터 및 심박 조정기 및 제세동 기용 리드)의 사용 확대로 인해 비악성 원인의 유병률이 증가하고 있다. 다른 비악성 원인으로는 양성 종격동 종양, 대동맥류, 감염, 섬유화 종격동염 등이 있다.
호흡곤란이 가장 흔한 증상이며 그 다음으로 얼굴이나 팔의 붓기가 흔하다.

80% 이상의 경우는 상대정맥을 압박하는 악성 종양에 의해 발생한다. 일반적으로 소세포 암종 인 폐암은 이러한 사례의 75-80%를 구성하고 비호지킨 림프종 (가장 일반적으로 미만성 거대 B 세포 림프종 )은 10-15%를 구성한다. 드문 악성 원인으로는 호지킨 림프종, 전이성 암, 백혈병, 종격동 혈관의 평활근육종 및 형질세포종이 있다. 매독과 결핵 도 상대정맥 증후군을 일으키는 것으로 알려져 있다. SVCS는 병리학적 과정에 의한 침습 또는 압박 또는 정맥 자체의 심부 정맥 혈전증으로 인해 발생할 수 있지만 후자는 덜 일반적이다(혈관 내 장치 사용으로 인해 약 35%).
SVCS를 진단하는 주요 기술은 흉부 X-선 (CXR), CT 스캔, 기관지경 검사 및 종격동 경 검사에서 경기관지 바늘 흡인이다. CXR은 종종 종격동 확장을 보여주는 능력을 제공하며 SVCS의 주요 원인을 나타낼 수 있다. 그러나 SVC 증후군 환자의 16%는 정상적인 흉부 X선 검사를 받았다. CT 스캔은 조영제를 강화하고 목, 가슴, 하복부 및 골반에서 촬영해야 한다. 그들은 또한 근본적인 원인과 질병이 진행된 정도를 보여줄 수 있다.
주로 신중한 약물 요법과 수술로 구성된 여러 가지 치료 방법을 사용할 수 있다. 글루코코르티코이드 (예: 프레드니손 또는 메틸프레드니솔론 )는 종양 침윤 및 종양 주변 부종에 대한 염증 반응을 감소시킨다. 글루코코르티코이드는 종양이 림프종과 같이 스테로이드에 반응하는 경우 가장 도움이 된다. 또한, 이뇨제 (예: 푸로세미드 )는 증가된 압력을 완화하는 심장으로의 정맥 환류를 줄이는 데 사용된다.
증가된 기도 압력은 이미 손상된 SVC를 더욱 압박하고 정맥 환류를 감소시키고 차례로 심박출량과 대뇌 및 관상동맥 혈류를 감소시키는 경향이 있다. 기관 내 삽관 동안 진정으로 ET 튜브를 삽입할 수 있을 때까지 자발적 호흡이 허용되어야 하며 가능한 경우 기도 압력을 줄여야 한다.